# Bill Forsyth
William David „Bill” Forsyth (ur. 29 lipca 1946 w Glasgow) – brytyjski reżyser filmowy i scenarzysta.
Forsyth jest Szkotem i jego filmy rozgrywają się często w szkockich realiach. Jako nastolatek porzucił szkołę i przez wiele lat pracował przy produkcji filmów dokumentalnych. Pierwszym jego filmem fabularnym było niskobudżetowe That Sinking Feeling z 1979, zrealizowane z udziałem aktorów amatorów. W 1981 powstała komedia Dziewczyna Gregory’ego – jej bohaterami są uczniowie szkoły średniej, a w 1983 Biznesmen i gwiazdy ze znaczącą rolą Burta Lancastera. Był to pierwszy film Forsytha nakręcony we współpracy z producentem Davidem Puttnamem. Wkrótce obaj wyjechali za ocean, jednak żaden z amerykańskich filmów Szkota, m.in. Być człowiekiem z Robinem Williamsem, nie okazał się sukcesem. Po powrocie do Szkocji nakręcił Dziewczęta Gregory’ego, kontynuację Dziewczyny Gregory’ego.

## Filmografia
- That Sinking Feeling (1979)
- Dziewczyna Gregory’ego (1981)
- Andrina (1981)
- Biznesmen i gwiazdy (1983)
- Komfort i radość (1984)
- Mieć własny kąt (1987)
- Włamanie (1989)
- Być człowiekiem (1993)
- Dziewczęta Gregory’ego (1999)